# جوزيف بولر
جوزيف بولر (بالإنجليزية: Joseph Bowler)‏ هو رسام أمريكي، ولد في 1928.